# Pseudorhipsalis himantoclada
Pseudorhipsalis himantoclada là một loài thực vật có hoa trong họ Cactaceae. Loài này được (Rol.-Goss.) Britton & Rose miêu tả khoa học đầu tiên năm 1923.